# Brae
För andra betydelser, se Brae (olika betydelser).
Brae (fornnordiska: Breiðeið,  "det breda näset") är en by på ön Mainland i Shetlandsöarna, Skottland.

## Geografi
Byn ligger nordost om Busta Voe, på det smala näset som binder samman Mainland med Northmavine. Byn anordnar också sitt eget Up Helly Aa.

## Utveckling
Brae var ursprungligen en fiskeby, men i och med byggandet av den närliggande oljeterminalen i Sullom Voe växte Brae snabbt under 1970-talet Brae, och växte samman med den intilliggande byn Northbrae. 

## Kommunikationer
Vägen A970 som leder till Lerwick från Northmavine utgör huvudgatan i Brae. I Brae finns polis- och brandstation, skola, och vårdcentral som servar de norra delarna av Mainland.

## Etymologi
Brae är ett lågskotskt ord för backe. Ordet "brae" på shetlandsdialekt har en annan betydelse; det kan komma från fornnordiska breiðr med betydelsen "bred". Bosättningen kan på så vis fått sitt namn från det breda näset mellan Sullom Voe och Busta Voe och alltså inte det smalare näset strax norrut vid Mavis Grind. Alternativt kan namnet syfta på "en backe mot havet".

## Kända personer
- Jonathan Sutherland, TV- och radioreporter och nyhetsankare för Sportscene kommer från Brae.
- Erraid Davies är medlem av Delting Dolphins simklubb[4] som håller till i Brae, och säger sig vara "den nordligaste aktiva simklubben i Storbritannien".[5]